# Khmer Loeu
Khmer Lơ hay Khmer Loeu (tiếng Khmer: ខ្មែរលើ, phát âm: [kʰmae lə], "Khmer vùng cao"), là tên gọi chung cho nhóm các dân tộc bản địa khác nhau cư trú tại vùng cao nguyên của Campuchia. Dân số ước tính năm 1996 là 142.700 người , và theo Điều tra dân số năm 2008 là 179.193 người 
Người Khmer Loeu cư trú chủ yếu ở các tỉnh phía đông bắc như Ratanakiri, Stung Treng, Mondulkiri .
Hai trong số nhóm Khmer Loeu là các dân tộc Chăm, chi nhánh của các dân tộc Austronesia, và có một nền tảng ngôn ngữ và văn hóa rất khác biệt.
Các bộ tộc nói tiếng Môn-Khmer là dân tộc bản địa vùng Đông Nam Á, tổ tiên của họ đã di cư đến từ phía tây bắc trong các thời kỳ tiền sử, cùng với người Khmer.
Các nhóm người Austronesia, gồm các dân tộc Chăm, Rade và Jarai, là con cháu của dân tộc Malay-Polynesia đến từ vùng bây giờ là vùng ven biển trung bộ Việt Nam, trải qua sự thăng trầm của các vương quốc Champa.

## Thuật ngữ
Các thuật ngữ được  Sangkum Reastr Niyum của chính phủ Norodom Sihanouk đưa ra vào năm 1950-1960 để tạo ra một cảm giác của sự đoàn kết giữa các dân tộc vùng cao và đa số dân Khmer chiếm ưu thế. Theo đó, chính phủ phân loại công dân là một trong ba nhóm Khmer là Khmer Kandal, Khmer Islam và Khmer Loeu (Khmer vùng cao).
Thời chính quyền thực dân Pháp gọi họ là những người Thượng (Montagnards), tên chung cho các dân tộc vùng núi ở vùng đông bắc Campuchia, nam Lào và trung phần Việt Nam. Trước đây người Khmer đa số gọi họ là Phnong hoặc Samre thì có ý nghĩa miệt thị.

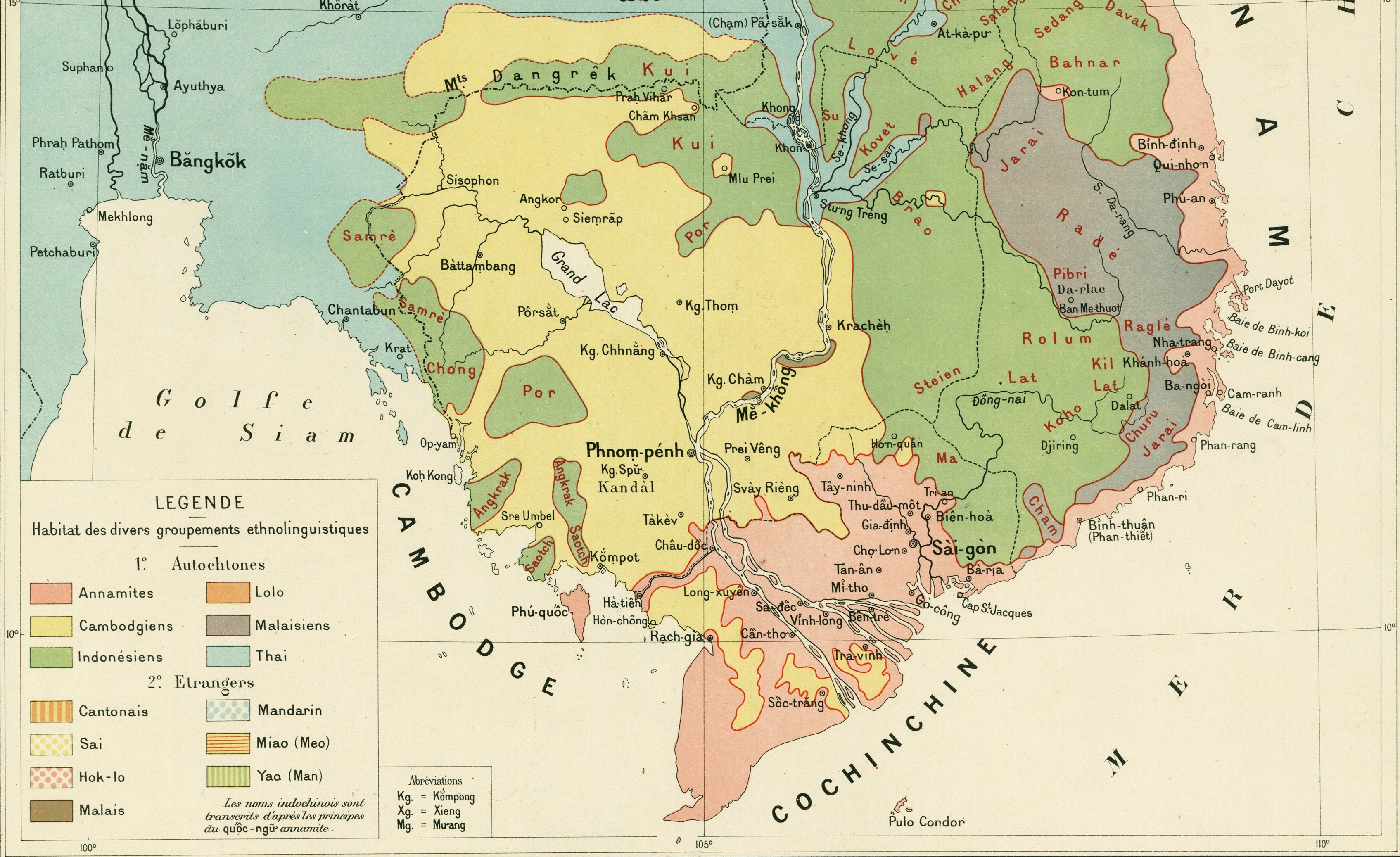
Bản đồ phân vùng cư trú của các dân tộc (sắc tộc) tại Cao Miên (Cambodge) và Nam Kỳ thuộc Pháp (Cochinchine Française) năm 1904.
Bản đồ phân bố sắc tộc Campuchia năm 1972.

## Vị thế xã hội
Các nhóm tạo nên Khmer Loeu được ước tính có đến 17-21 nhóm dân tộc khác nhau, nói ít nhất 17 ngôn ngữ khác nhau. Không giống như người Chăm, người Việt và người Trung Quốc thiểu số ở các vùng đất thấp, các nhóm Khmer Loeu đã không tích hợp vào xã hội Khmer về văn hóa và chính trị, vẫn chưa được tổ chức và thiếu đại diện trong chính phủ Campuchia. Chưa bao giờ có bất kỳ điều ước nào giữa một nhóm Khmer Loeu với chính phủ, cũng như Campuchia chưa ký kết "Công ước về Bộ lạc và Dân tộc Bản địa" (Convention C169).
Luật đất đai năm 2001 của Campuchia đảm bảo quyền của người dân bản địa trên những vùng đất truyền thống của họ. Tuy nhiên chính phủ bị cáo buộc thường xuyên vi phạm các quy định, trưng dụng đất cho các mục đích khác nhau, từ khai thác gỗ thương mại đến phát triển công nghiệp của đầu tư nước ngoài.